# EuroBasket de 1973
O EuroBasket 1973 também conhecido por FIBA Campeonato Europeu de 1973 foi a décima oitava edição do torneio continental organizado pela FIBA Europa e que teve como sedes as cidades catalãs de Barcelona e Badalona.
A Jugoslávia conquistou seu primeiro título do EuroBasket. O EuroBasket teve como MVP o espanhol Wayne Brabender.